# Натан Зайберг
Натан Зайберг (англ. Nathan Seiberg, нар. 22 вересня 1956) — ізраїльський та американський фізик-теоретик. Спеціаліст з теорії струн.

## Біографія
У 1977 році отримав кваліфікацію бакалавра в Інституті Вейцмана. У 1982 році захистив дисертацію на ступінь доктора філософії в Тель-Авівському університеті. Після цього по черзі працював в США та Ізраїлі. З 1997 року професор Інституту перспективних досліджень у Прінстоні (штат Нью-Джерсі, США).

## Напрями досліджень
Основними напрямками його роботи є: теорія струн, суперсиметрія, М-теорія, калібрувальна інваріантність, Gluino, S-duality, Matrix string theory, Seiberg-Witten theory.

## Нагороди
- Медаль Оскара Клейна (1995)
- Стипендія МакАртура (1996)[4]
- Премія Денні Гайнемана у галузі математичної фізики (1998)
- Премія з фундаментальної фізики (2012)
- Медаль Дірака (2016)[5]

Член академій і товариств: Американська академія мистецтв і наук (2001), Національна академія наук США (2008), Американське фізичне товариство (2009).